# Xã Pennsbury, Quận Chester, Pennsylvania
Xã Pennsbury (tiếng Anh: Pennsbury Township) là một xã thuộc quận Chester, tiểu bang Pennsylvania, Hoa Kỳ. Năm 2010, dân số của xã này là 3.604 người.